# Xbox
Xbox é uma marca de consoles de jogos eletrônicos desenvolvida e patenteada pela Microsoft. O nome Xbox é incluído em uma série de consoles abrangendo a sexta, sétima, oitava e nona geração de videogames, bem como o serviço on-line Xbox Live, aplicativos, serviços de streaming, Xbox Cloud Gaming e o Xbox Game Pass. A marca foi introduzida pela primeira vez em 15 de novembro de 2001, nos Estados Unidos, com o lançamento do console Xbox.
O primeiro console da série, o Xbox, foi o primeiro console oferecido por uma empresa norte-americana após o Atari Jaguar em 1996. Ele chegou a mais de 24 milhões de unidades vendidas em 10 de maio de 2006. Seu sucessor, o Xbox 360, foi lançado em 22 de novembro de 2005 e descontinuado em 20 de abril de 2016. O sucessor do Xbox 360, o Xbox One, foi anunciado em 21 de maio de 2013 e lançado em 22 de novembro do mesmo ano.

## Consoles

### Xbox

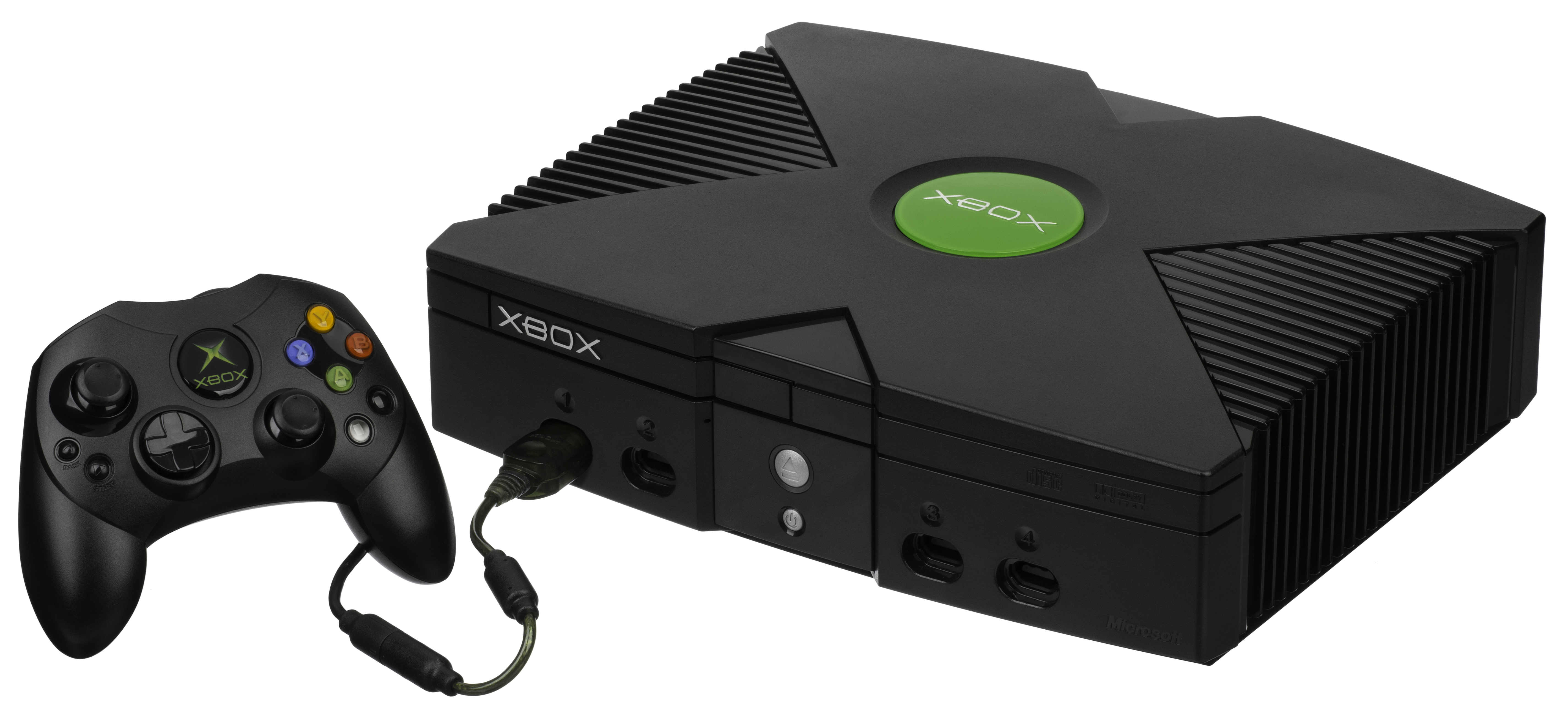
O console Xbox com o "Controlador S"

O Xbox é um console de vídeo game produzido pela Microsoft. Foi lançado em 15 de novembro de 2001 na América do Norte, 22 de fevereiro de 2002 no Japão, e 14 de Março de 2002 na Austrália e Europa. Foi a primeira incursão da Microsoft no mercado de vídeo games. Como parte da sexta-geração de jogos, o Xbox competiu com Sony PlayStation 2, Sega Dreamcast (que parou as vendas americanas antes que o Xbox fosse colocado à venda) e o Nintendo GameCube. O Xbox foi o primeiro console oferecido por uma empresa norte-americana após o Atari Jaguar parar as vendas em 1996. O nome Xbox foi derivado a partir de uma contração da caixa "DirectX Box", uma referência a Microsoft.
O serviço integrado Xbox Live foi lançado em novembro de 2002 e permitiu que os jogadores jogassem jogos online com uma conexão de banda larga. Ele competiu pela primeira vez com o serviço online do Dreamcast, mas depois competiu principalmente com serviço online do PlayStation 2. Embora esses dois são gratuitos, enquanto o Xbox Live exigida uma assinatura, bem como somente conexão de banda larga, que ainda não foi completamente adotado. Xbox Live foi um sucesso devido ao melhor servidor, e recursos como uma lista de amigo e conquistas de títulos e etc.

### Xbox 360

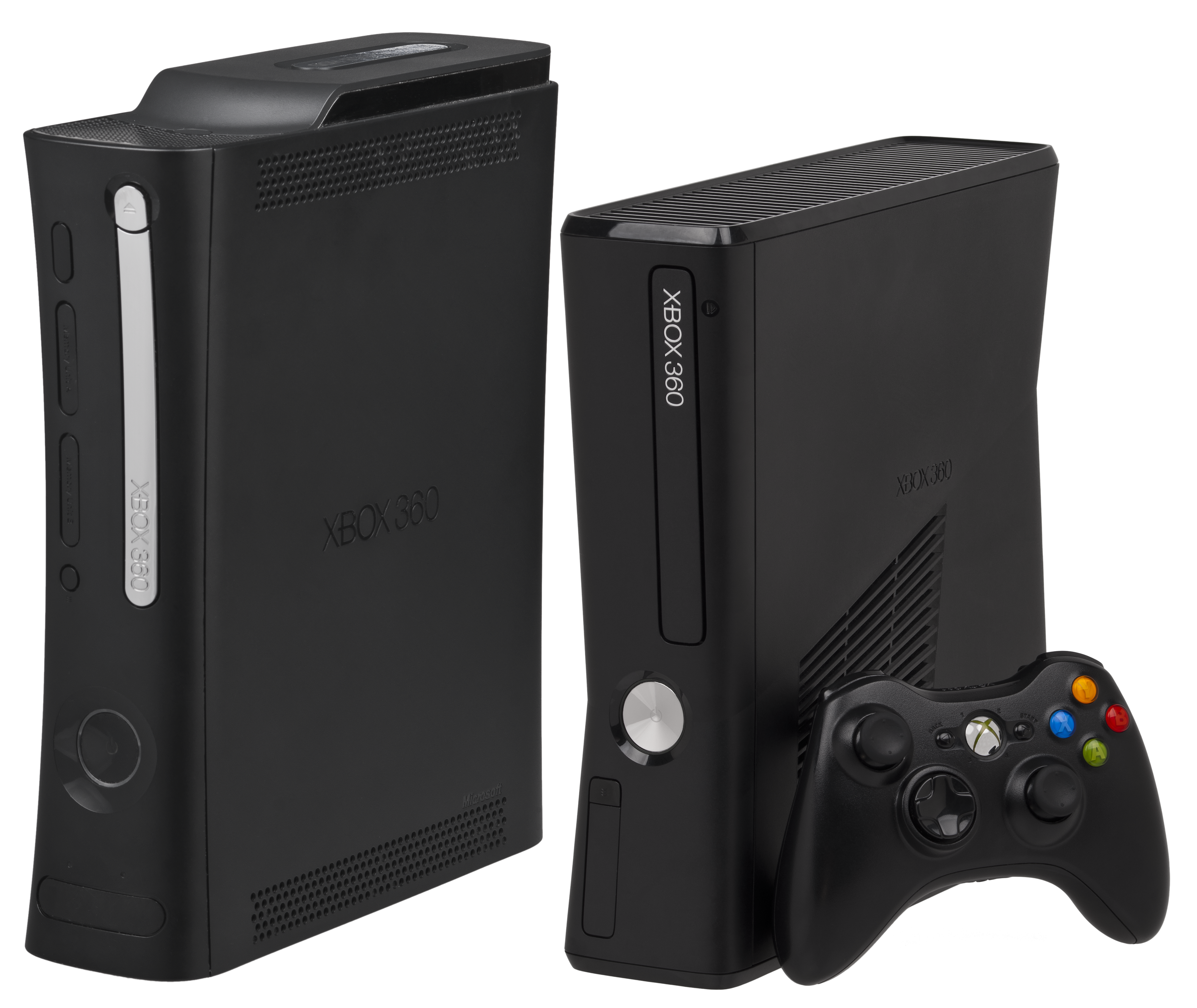
Esquerda: Xbox 360 Elite, Direita: Xbox 360 S e o novo estilo de controle

O Xbox 360 é o segundo console de videogame desenvolvido e produzido pela Microsoft e sendo o sucessor do Xbox. O Xbox 360 concorreu com Sony PlayStation 3 e Nintendo Wii, como parte da sétima geração de consoles de videogame. Em 30 de setembro 2012, 70 milhões de cópias do console foram vendidas em todo o mundo. O Xbox 360 foi apresentado oficialmente na MTV em 12 de maio de 2005, com o lançamento detalhado e informações dos jogos divulgados no final daquele mês, no Electronic Entertainment Expo (E3). O console esgotou completamente após a liberação em todas as regiões, exceto no Japão.
Uma de suas melhores características principais são o seu serviço integrado Xbox Live que permite aos jogadores competirem online; fazer download de jogos arcade, demos de jogos, trailers, shows de TV, música e filmes, e capacidades multimédias Windows Media Center.
O console apresentou problemas durante os primeiros anos de lançamento devido a uma falha de arquitetura que causava superaquecimento e morte do equipamento. Esse efeito que atingiu boa parte dos produtos ficou popularmente conhecido como os 3 anéis da morte (RRoD, do inglês Red Rings of Death).
Em sua apresentação na E3 2010, a Microsoft anunciou um redesenhamento do Xbox 360, que seria lançado no mesmo dia. O console redesenhado é mais fino que o modelo anterior Xbox 360 e recursos integrados 802.11 b/g/n Wi-Fi, TOSLINK S/PDIF saída de áudio óptica, cinco portas USB (em comparação com os três a partir de versões mais antigas) e uma porta AUX especial. Os modelos mais antigos do Xbox 360 já foram descontinuados. O primeiro novo console a ser lançado possui um disco rígido de 250 GB.

### Xbox One, Xbox One X/S

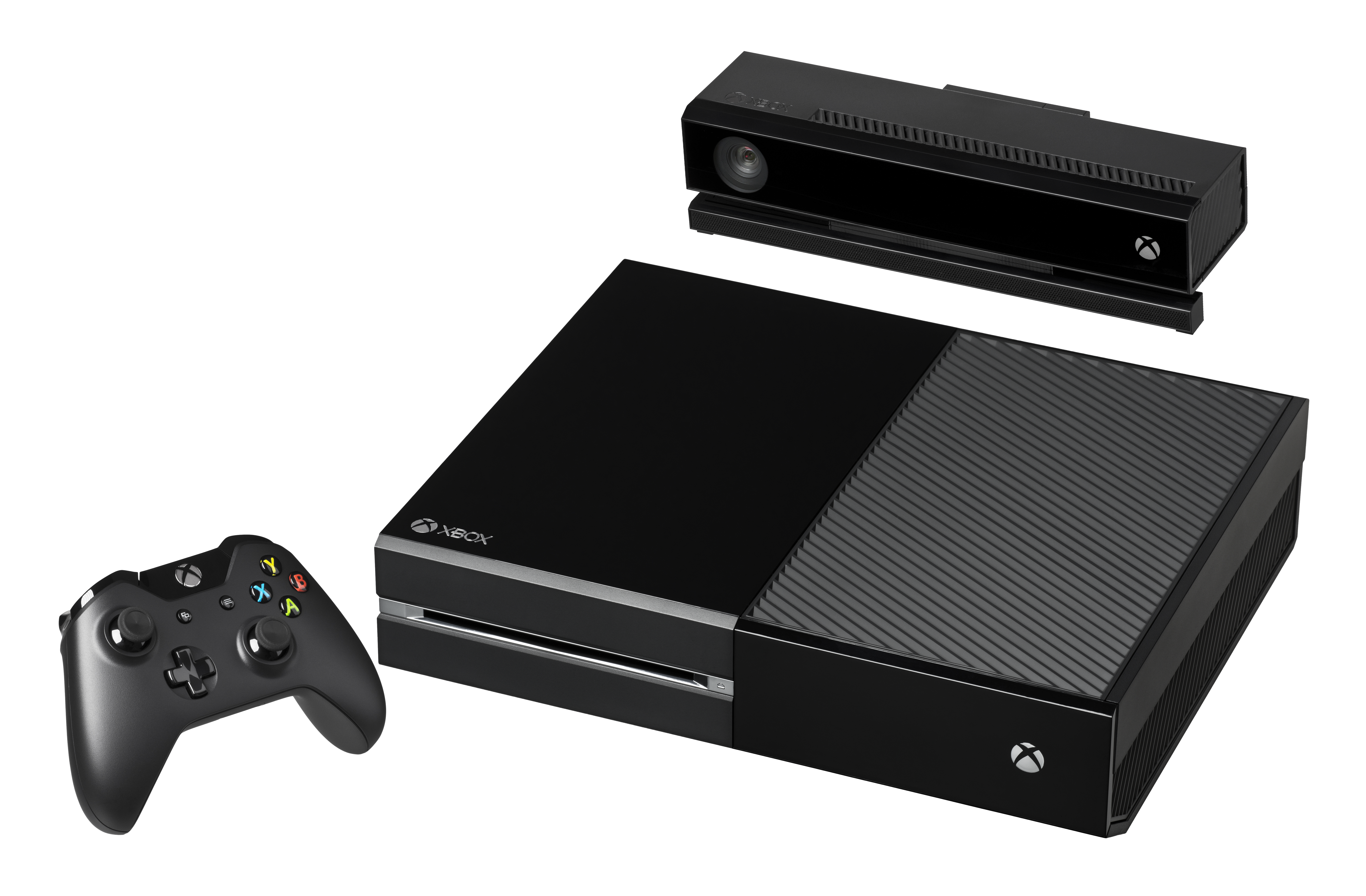
Primeiro modelo do Xbox One com Kinect

O Xbox One é o terceiro console de videogame desenvolvido e produzido pela Microsoft, sendo o sucessor do Xbox 360. O Xbox One competiu com PlayStation 4 e Nintendo Wii U, como parte da oitava geração de consoles de videogame. Foi lançado em novembro de 2013. Ele teve duas revisões, Xbox One X e Xbox One S.

### Atualizações
A última atualização do Xbox One e Xbox One X/S ocorreu no lançamento do jogo Resident Evil 4: Remake, sendo uma atualização no layout do Xbox One e Xbox One X/S.

### Especificações Técnicas
O Xbox One e Xbox One X/S tem 8GB de RAM, juntamente com um drive de Blu-ray, assim como a arquitetura nativa de 64 bits, um disco rígido integrado de 500GB, entrada e saída HDMI, 802.11n Wi-Fi, bem como uma CPU 8-core e conectividade USB 3.0. O Xbox One tem três sistemas operacionais simultaneamente. Complementando Windows 8 e RT em PCs e tablets, haverá uma terceira versão diferente do sistema operacional da Microsoft que foi reduzido especificamente para o novo console.
O console foi anunciado em 21 de maio de 2013.
Atualizações para os acordos de licenciamento foram publicadas em 6 de junho de 2013.

### Xbox Series X/S
Durante o The Game Awards 2019, em 12 de dezembro de 2019, a Microsoft anunciou oficialmente o nome e o design do sucessor do Xbox One, Xbox Series X. Foi apresentado pela primeira vez durante a conferência de imprensa da Microsoft na E3 2019, sob o codinome "Project Scarlett". O console foi lançado em 10 de novembro de 2020.
A Microsoft afirmou que o Xbox Series X seria quatro vezes mais poderoso que o Xbox One X; apresenta a arquitetura de CPU Zen 2 da AMD e a arquitetura gráfica RDNA, uma unidade de estado sólido projetada sob medida, GDDR6 SDRAM e suporte para ray tracing tempo real, renderização de até 120 quadros por segundo e resolução 8K. A Microsoft também promoveu o "modo automático de baixa latência" e a "entrada dinâmica de latência" para melhorar a capacidade de resposta. O design do Xbox Series X possui um fator de forma semelhante a uma "torre", projetado para ficar na vertical ou na horizontal. O console será fornecido com uma versão atualizada do controle do Xbox One, adicionando um D-pad circular côncavo semelhante ao Controle Elite e o botão "Compartilhar". O Xbox Series X permanecerá compatível com os controles e acessórios existentes do Xbox One.
A forma do console foi projetada para ser discreta e simples. São aproximadamente 15 cm de largura e espessura e 46 cm de altura na vertical, o console também pode ser usado na horizontal. Seus recursos frontais apresentam apenas o botão liga/desliga principal e o slot de mídia ótica. A parte superior do console tem um único cooler poderoso. Spencer disse que o Xbox Series X era tão silencioso quanto o Xbox One X.
O Xbox Series X também será fornecido com um novo controle baseado no controle do Xbox One. Ele terá um design ergonômico um pouco mais compacto. Também será compatível com o Xbox One e computadores pessoais. Um novo caminho de entrada de latência dinâmica permite que os desenvolvedores de jogos incorporem o atraso do controle em seus jogos e melhorem a capacidade de resposta.
Durante a E3, Halo Infinite foi anunciado como um título de lançamento para o console. Durante o The Game Awards 2021, a Microsoft também mostrou um tease de Senua's Saga: Hellblade II da subsidiária da Xbox Game Studios, Ninja Theory, como em desenvolvimento para o Xbox Series X.
A Microsoft afirmou que o Xbox Series X ofereceria suporte aos títulos existentes do Xbox One, bem como aos títulos do Xbox e Xbox 360 compatíveis com o Xbox One; Para atingir esse objetivo, a Microsoft também afirmou que estava interrompendo qualquer adição adicional de novos títulos ao programa de retro compatibilidade, a fim de focar na retro compatibilidade do novo console. Phil Spencer afirmou que a Microsoft estava comprometida em continuar dando suporte à distribuição física de jogos em discos no Xbox Series X.

## Jogos
Cada console tem uma variedade de jogos. A maioria dos jogos lançados para o Xbox original são compatíveis com versões anteriores e pode ser jogado diretamente no seu sucessor, Xbox 360. Atualmente há jogos que são compatíveis com versões anteriores do Xbox e Xbox 360 para o Xbox One por meio de retrocompatibilidade.

## Serviços online

### Xbox Live
Xbox Live é um serviço on-line com mais de 40 milhões de usuários em todo o mundo (pesquisa feita em 10 de janeiro de 2012). É composto por um mercado virtual online, o Xbox Live Marketplace, que permite a compra e download de jogos e várias formas de multimídia. Jogos on-line no Xbox começou em 15 de novembro de 2002 em todo o mundo. O serviço ainda está ativo e continua a ser jogado por pessoas de todo o mundo.

### Xbox Live Marketplace
O Xbox Live Marketplace (XBLM) é um mercado virtual projetado para o console Microsoft Xbox que permite que os membros do Xbox Live baixem ou comprem um conteúdo promocional. O serviço oferece filmes, jogos, Trailers, Loja Video, demo de jogos, jogos Xbox Live Arcade, Xbox Live Indie Games (Anteriormente Jogos da Comunidade), jogos on demand, conteúdo descarregável, como pacotes de mapas, Avatares e temas.
A atualização de 11 de agosto de 2009 acrescentou jogos de Xbox 360 para download, o Avatar Marketplace, e renomeado Comunidade Jogos para Indie Games.
Conteúdo baixado requer bastante espaço em qualquer unidade de disco rígido do Xbox 360, ou uma unidade de memória Xbox 360. Os downloads selecionados são colocados em uma fila e são baixados, enquanto o aparelho está ligado e conectado ao Xbox Live. Os usuários podem optar por enviar certas transferências para a frente da fila para ser descarregado em primeiro lugar. Os downloads são temporariamente interrompidos durante alguns momentos em que os jogos fazem uso de recursos do Xbox Live (por exemplo, multiplayer online).

### Xbox SmartGlass
Xbox SmartGlass é um companheiro para Xbox 360 disponível para Windows 8, Windows Phone, iOS, Android (versão 4.0 ou superior) e Windows Server 2012. Foi anunciado pela Microsoft durante a E3 de 2012 e lançado em 26 de outubro de 2012, coincidindo com o lançamento do Windows 8. Ele conecta-se com o Xbox 360 e permite entretenimento mais interativo, permitindo que os dispositivos móveis para servir potencialmente como segundo telas e controle remoto. Atualmente, o Windows 8 e RT Tablets e PCs Windows, Windows Phone (7,5 e 8) dispositivos iOS e Android smartphones (4.x) são compatíveis com o SmartGlass, fornecendo informações como estatísticas de Halo 4 e Forza Horizon e GPS. Usuários do Windows Server 2012 pode atualmente fazer o download do aplicativo a partir da Windows Store depois de instalar o recurso Experiência Desktop do Windows no Gerenciador do Servidor.

## Controladores

### Controle inicial do Xbox

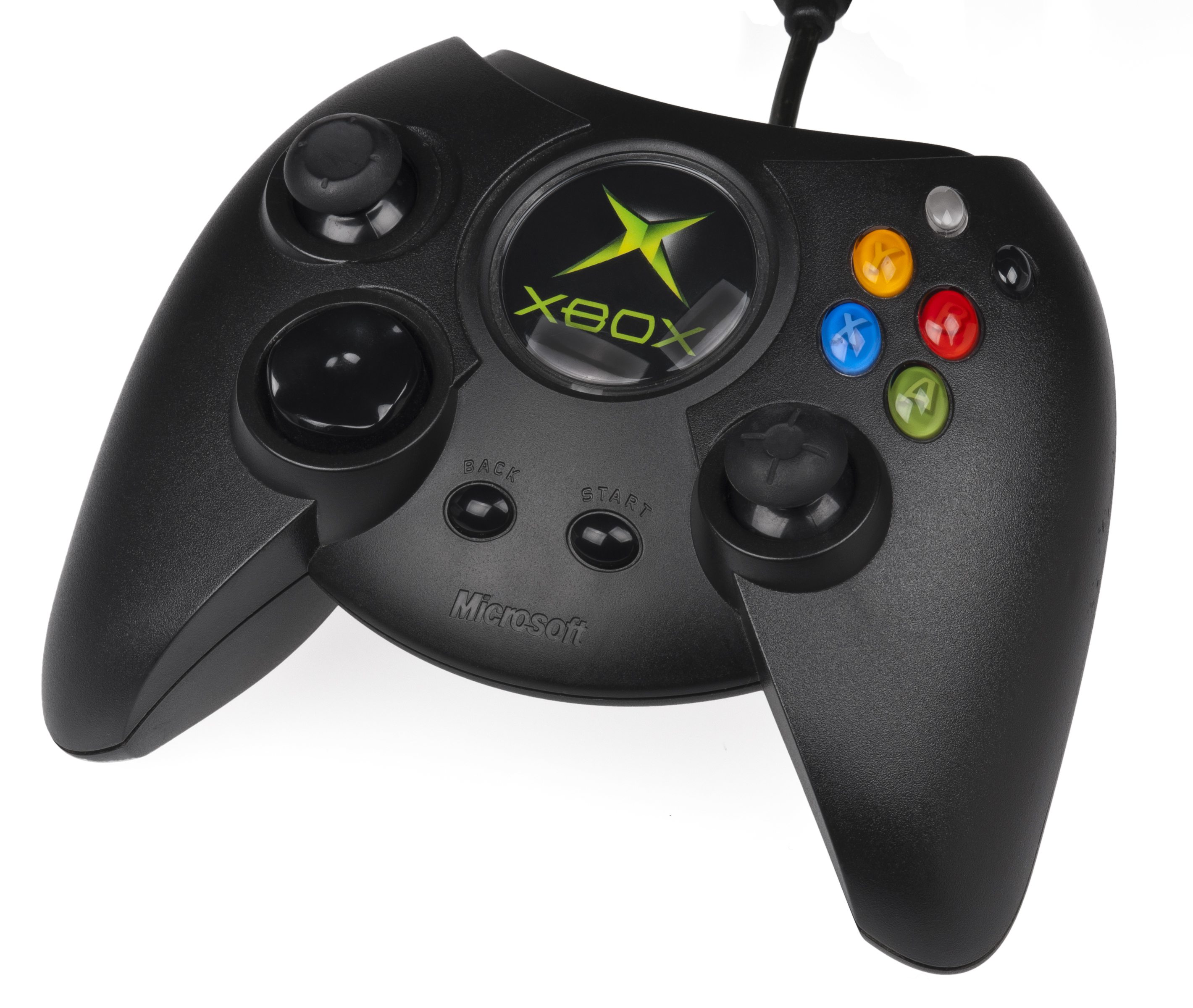
Controle original do Xbox, o primeiro que se apresentou em 2000

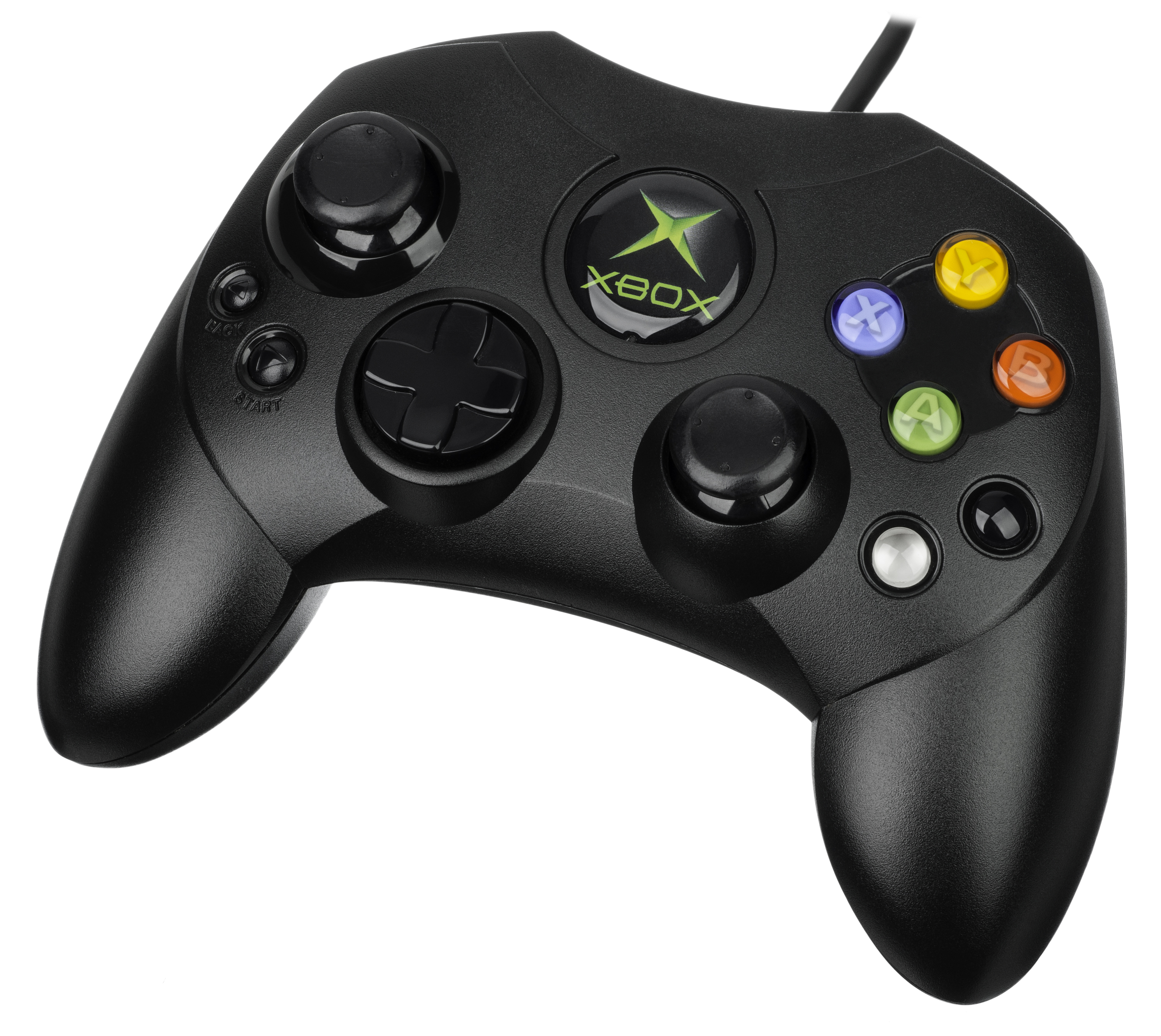
Controle Xbox "S", o primeiro enviado em 2002

Lançado em 2001, o controle do Xbox foi o primeiro controlador feito para o original Xbox. O controlador Xbox apresenta dois analógicos, um pad direcional sensível à pressão, dois gatilhos analógicos, um botão Voltar, um botão de partida, dois slots de acessórios e seis de 8 bits botões de ação analógicos (A/Verde B/Vermelho, X/azul, Y/Amarelo, e os botões preto e branco). O controlador Xbox standard (originalmente apelidado de "Fatty" (gorducho) e depois, o "Duke" (punho)) era originalmente o controle fornecido com sistemas do Xbox para todos os territórios, exceto Japão.

### Controle do Xbox 360

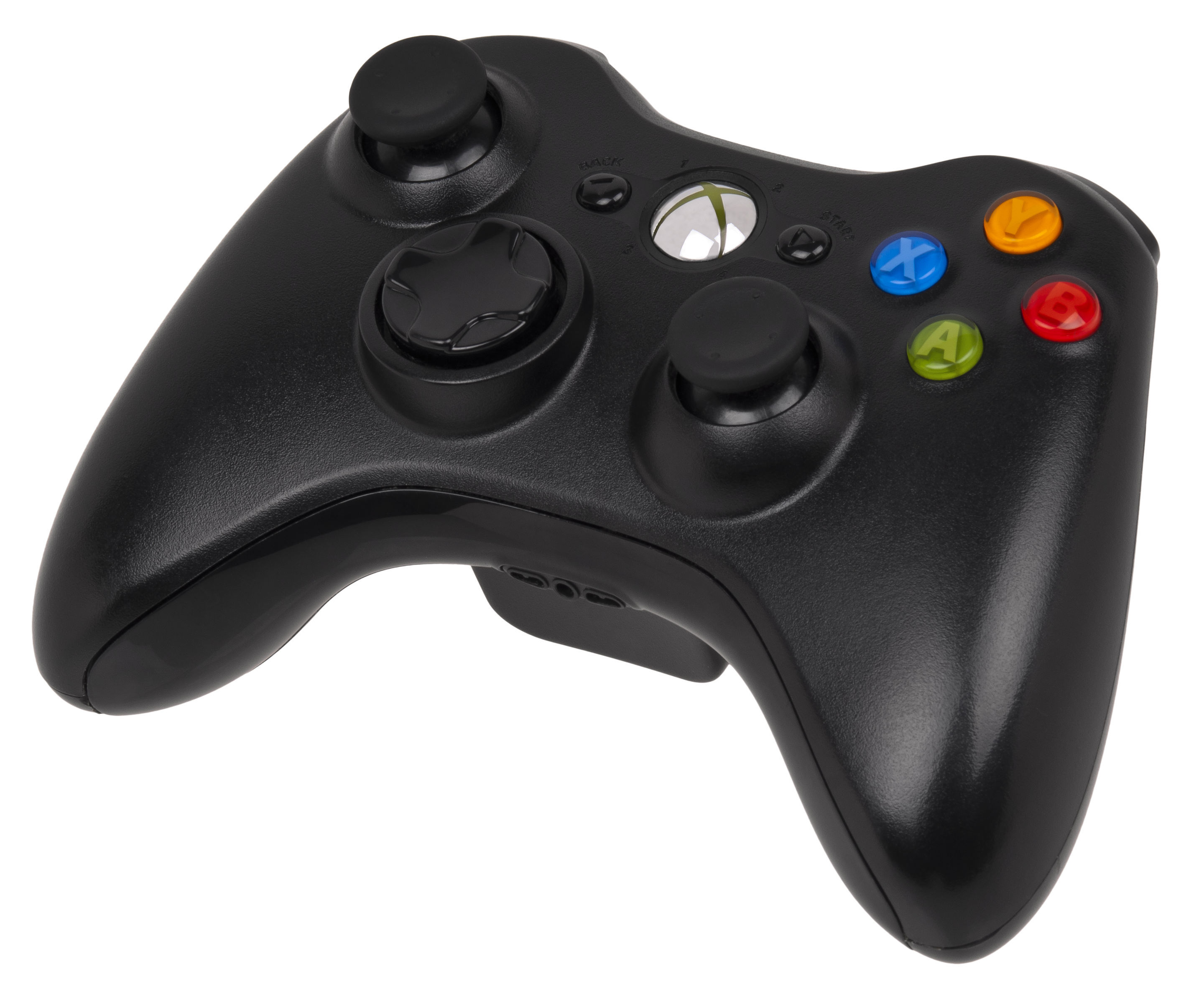
Controle Xbox 360 "S"

Lançado em 2005, é um controlador que de padrão apresenta onze botões digitais, dois gatilhos analógicos, dois analógicos e uma câmera digital D-pad. A face direita do controlador possui quatro botões de ações digitais, um botão verde "A", o botão vermelho "B", azul botão "X" e botão amarelo "Y". Os dois sticks analógicos também podem ser "clicado em" para ativar uma tecla digital abaixo. No centro da face do controle são digitais e tem os botões de "guia" "Start", "Voltar". O botão "Guide" é rotulado com o logótipo Xbox, e é usado para ligar o console/controle e para acessar o menu guia. Também é rodeado por "anel de luz", que indica o número do controle, assim como a piscar quando a ligação e para fornecer notificações.

### Kinect

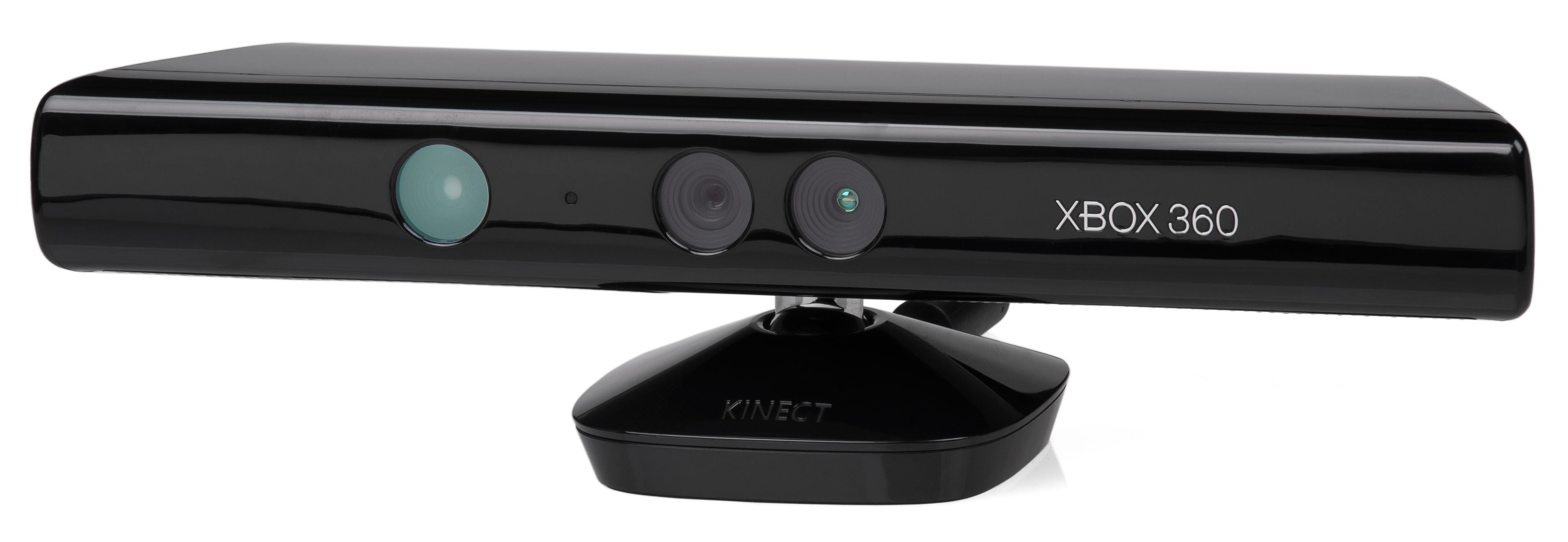
O Sensor Kinect do Xbox 360

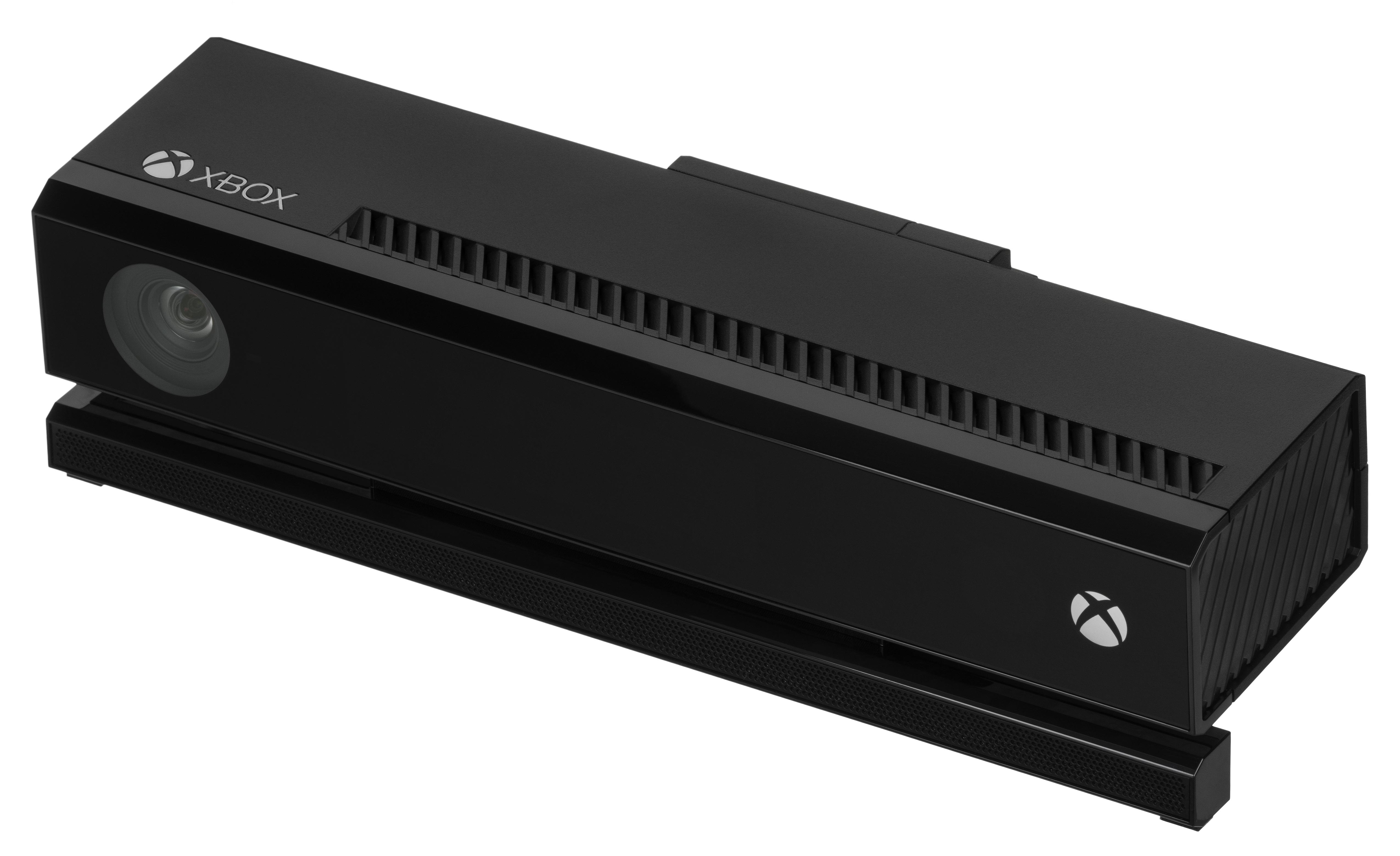
Kinect do Xbox One

Kinect é um sensor de movimento produzido pela Microsoft para o Xbox 360 e Windows. Baseado em torno de uma Webcam em estilo add-on para o console Xbox 360, onde permite que os usuários controlem e interajam com o Xbox 360 sem a necessidade de um controle. O projeto visa ampliar o público do Xbox 360. Kinect compete com o Wii Remote Plus e PlayStation Move. Uma versão para Windows foi lançada em 1 de fevereiro de 2012.
Kinect foi lançado na América do Norte em 4 de novembro de 2010, na Europa em 10 de novembro de 2010, na Austrália, Nova Zelândia e Cingapura em 18 de novembro de 2010, e no Japão em 20 de novembro de 2010. Opções de compra para o sensor incluem um pacote com o jogo Kinect Adventures e outros pacotes para o console desde que ele tenha 4 GB ou 250 GB Console Xbox 360 e Kinect Adventures.
A Microsoft afirmou que o Kinect entrou no Guinness World Records sendo o "mais vendido dispositivo eletrônico de consumo" depois de vender um total de 8 milhões de unidades em aproximadamente 60 dias. 24 milhões de unidades do sensor Kinect foram vendidas a partir de janeiro de 2012.
A Microsoft lançou o Kinect para o Windows 7 em 16 de junho de 2011. Este SDK foi concebido para permitir aos desenvolvedores escrever aplicativos Kinecting em C++/CLI, C Sharp ou Visual Basic .NET.
Informações adicionais sobre o Kinect do Xbox One foram divulgadas em 06 de junho de 2013, incluindo informações sobre como desativar o "always on".

### Controle do Xbox One

Controle do Xbox One

O Xbox One é um controle com quarenta melhorias sobre o controle do 360. Este novo controle é construído para trabalhar com o Kinect. A parte de trás tem os botões Start e não estão mais presentes. Ele tem gatilhos de impulso que substituíram os gatilhos regulares. O botão com o logotipo do Xbox não traz o Xbox Guide como o botão Xbox Guide no controlador Xbox 360 faz. O botão agora abre o painel de instrumentos, sem interromper o jogo sendo jogado pelo usuário. Uma vez pressionado novamente, o Xbox retoma o jogo.